# Bivacco Cima Presanella “Brigata Orobica”
Das Bivacco Cima Presanella “Brigata Orobica” ist eine Biwakhütte in den Adamello-Presanella-Alpen im Trentino. Sie gehört der Sektion Pinzolo der Società degli Alpinisti Tridentini (SAT) und verfügt über 8 Schlafplätze.

## Lage
Die Biwakhütte liegt auf einer Höhe von 3382 m s.l.m. am Südgrat der Presanella oberhalb des Nardis-Gletschers an der klassischen vom Rifugio Segantini ausgehenden Aufstiegsroute zur Presanella, die etwa 40 Gehminuten entfernt liegt.

## Geschichte
Die aus Stein und Holz errichtete Biwakhütte wurde 1968 unter Mithilfe der in Meran stationierten Alpini-Brigade „Orobica“ und der Alpinistengruppe „Ragnagoi“ aus dem Rendena-Tal errichtet. Sie konnte 1969 eingeweiht werden und wurde der Sektion Pinzolo der SAT anvertraut. 1985 wurde die Biwakhütte umfassend renoviert.

## Zugänge und Nachbarhütten
- Vom Rifugio Segantini, 2373 m ⊙ auf Weg B40 in 4 Stunden
- Vom Bivacco Roberti im Val Nardis, 2204 m ⊙ auf Weg 219, B40 in 4 Stunden
- Zum Rifugio Denza, 2298 m ⊙ in 4 Stunden
- Zum Rifugio Mandrone, 2449 m ⊙ in 7 Stunden